# Battle Valley
Battle Valley è un videogioco d'azione sviluppato e pubblicato dalla Hewson Consultants nel 1988 per Commodore 64, Amiga, Amstrad CPC e ZX Spectrum. È uno sparatutto a scorrimento in cui si può controllare un carro armato o un elicottero. Il manuale per Amiga cita anche una versione per Atari ST, ma non ci sono evidenze della sua effettiva pubblicazione.

## Trama
Un gruppo di terroristi si è impadronito di due missili a medio raggio e minaccia il mondo occidentale. Il governo USA ha ingaggiato dei mercenari per espugnare le basi dei terroristi nella desertica Battle Valley ("valle della battaglia").

## Modalità di gioco
Il giocatore comincia nel suo quartier generale, in un ambiente collinare a scorrimento orizzontale libero nei due sensi. In ciascuna direzione si incontreranno tre basi terroristiche e infine il silo di uno dei due missili che sono l'obiettivo finale, entrambi da distruggere entro un conto alla rovescia di mezz'ora.
La visuale è bidimensionale laterale, ma viene reso l'effetto della parallasse tramite sfondi più lontani e più vicini del piano di gioco che scorrono a velocità diverse.
Ogni volta che si comincia o si torna al quartier generale si può scegliere se controllare un elicottero o un carro armato. Entrambi possono muoversi a diverse velocità, l'elicottero spara solo in orizzontale mentre il carro armato può regolare l'alzo.
L'elicottero è dotato anche di un argano con il quale può recuperare parti di ponti danneggiati e ripararli, altrimenti il carro armato non li può attraversare. Solo il carro armato d'altra parte è in grado di distruggere gli obiettivi primari, per cui per completare il gioco è inevitabile usare entrambi i tipi di mezzi.
Le munizioni sono limitate, ma lungo la strada ci sono anche depositi dove possono essere ricaricate (l'elicottero le deve raccogliere con l'argano).
Lungo il percorso si incontrano diversi tipi di bersagli nemici di terra, con diversi valori in punteggio, alcuni inermi e altri con armi anticarro o antiaeree.
I mezzi del giocatore possono sopportare di essere colpiti più volte prima di essere distrutti. Le vite sono illimitate, ma ogni mezzo perduto causa una penalità di tempo.
Ogni base terroristica conquistata dà invece un bonus di tempo e consente di ripartire direttamente da quella base.